# Общество молодых художников

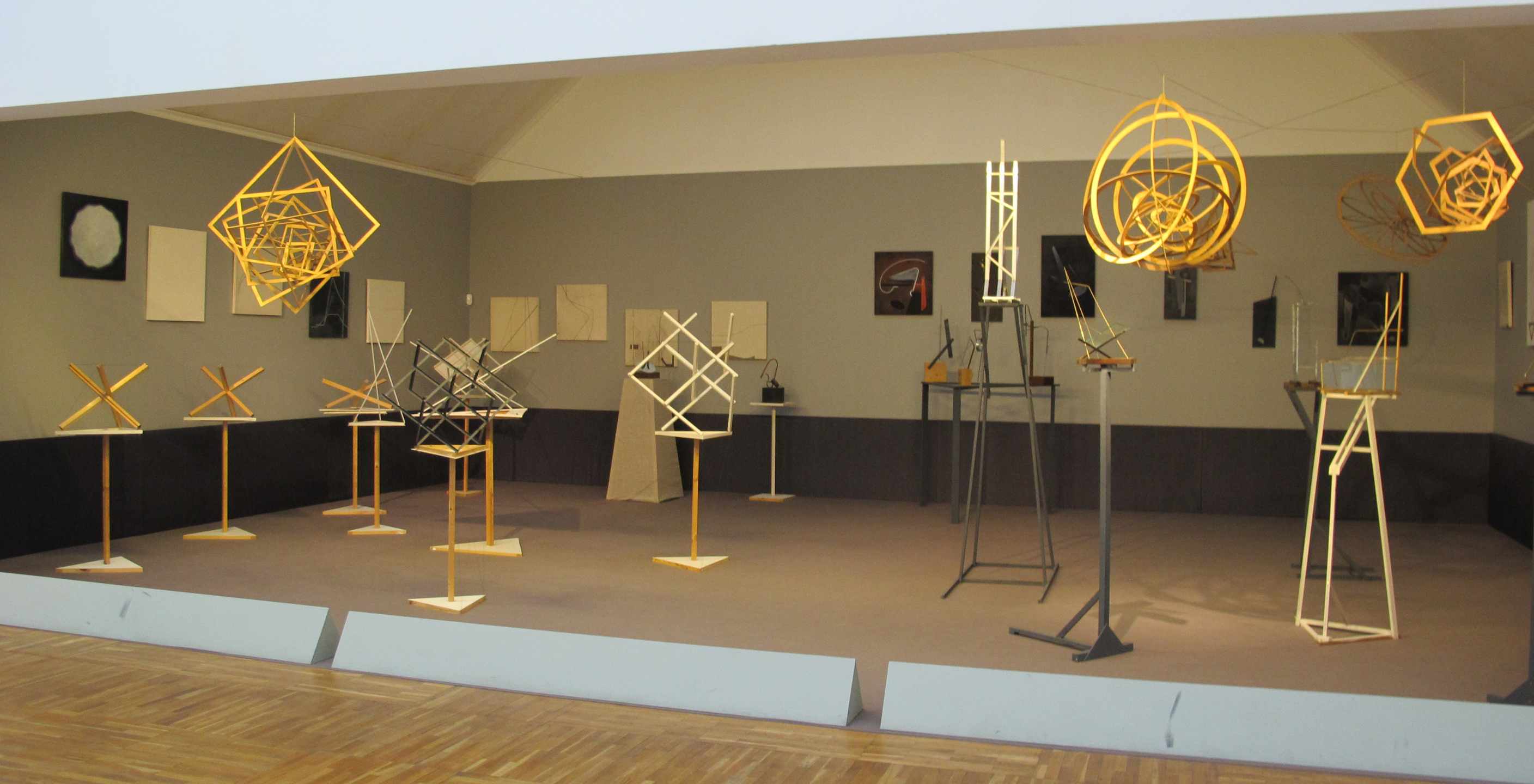

Общество молодых художников (ОБМОХУ) — объединение молодых российских художников, существовавшее в 1919—1923 гг.
Основные участники:
- Карл Иогансон
- Константин (Казимир) Медунецкий
- Владимир Стенберг
- Георгий Стенберг
- Александр Замошкин
- Николай Денисовский

Творчество авторов ОБМОХУ — ранняя ступень русского конструктивизма.
Общество организовало четыре выставки (1919, 1920, 1921, 1923), в которых участвовали также А. В. Лентулов, А. М. Родченко, Г. Б. Якулов и др.
Наиболее значительным событием в деятельности ОБМОХУ стала его вторая выставка, состоявшаяся весной 1921 года в бывшем «Салоне К. Михайловой» (ул. Б. Дмитровка, 11). Эта выставка по инициативе художника Вячеслава Колейчука в 2006 г. была воссоздана в Государственной Третьяковской галерее по двум сохранившимся фотографиям.
Отдельное пространство в музее выделено под инсталляцию «Реконструкция выставки ОБМОХУ 1921 года» (Общества молодых художников), воссозданной по сохранившимся фотографиям одного из залов. Там были представлены работы пяти мастеров-новаторов, членов Рабочей группы конструктивистов ИНХУКа — Александра Родченко, Константина Медунецкого, братьев Стенбергов и Карла Иогансона. Сохранившиеся фотографии «стали самой тиражируемой иллюстрацией новых приемов и принципов, внедрявшихся в искусство художниками-конструктивистами. Экспонируемые на выставке конструкции представляли собой лабораторные эксперименты в области поиска новых форм, которые в будущем могли бы стать реальными пространственными объектами. Это подвесные конструкции (Родченко), трехмерные динамичные структуры, построенные по инженерным принципам (братья Стенберги), скульптурные композиции, демонстрирующие соотношение формы и материала (Медунецкий), реальные сбалансированные структуры в виде пространственных крестообразных построений».